# Muhammad ibn Muhammad al-Gazáli
Közkeletű nevén Al-Gazáli, teljes nevén Abú Hámid Muhammad bin Muhammad al-Gazálí (Túsz, 1057. július 5. – Túsz, 1111. december 19.) arabul alkotó perzsa muszlim teológus és filozófus, Európában a latinizált Algazel néven ismert. Az iszlám miszticizmus, a szúfizmus alapeszméinek egyik kidolgozója. Egyaránt volt szúfi és ortodox muszlim skolasztikus gondolkodó. A szunnita safiita iskolához (madzhab) tartozott.
Imám Gazáli több titulus birtokosa is volt: Sarafu l-Aimma (Arabul: شرف الائمه), Zajn ad-Dín (arabul: زین الدین), Huddzsatu l-Iszlám (arabul: حجة الاسلام)

## Munkássága
Gondolkodásában határozott szkepticista volt. Egyaránt támadta Arisztotelész, al-Fárábí és Avicenna tanait is. Későbbi nagy kritikusa Averroës volt, aki szerint praktikus a természeti törvények magyarázatából kihagyni Istent. 
Szerinte a filozófia károsan hat a vallásra. Szerinte a filozófia nem is tudomány, mert a tudományoknak a feladata az kéne, hogy legyen, hogy a vallás és teológia tudományát szolgálják.
Ismert műve A vallásos tudományok felélesztése címet viselte. Ebben azt igyekszik bemutatni, hogy milyennek kell lennie az istenfélő ember életének.
Másik ismert műve a Destructio philosophorum, ebben aműben az addig ismeretes filozófiai tanokat támadja. Főleg a világ örökkévalóságáról, az oktörvény megdönthetetlenségéről és a léleknek szellemi feltámadásáról szóló tanokat támadja. Minden munkáját a skolasztika filozófiára jellemző felsorolásokkal, kérdésekkel és ellenkérdésekkel tarkítja. Egyik méltatója találóan nevezte a skolasztikus vitatkozó művészet legmagasabb megnyilatkozásának ezt a munkát.
Miután minden filozófiai tant megdőltnek vélt, hozzálátott egy teológiai rendszer felépítéséhez, ami összhangban van az ortodox muszlim tanokkal. Ebben a műben, mint ahogyan ő mondja inkább a szívhez szól, mint az észhez, inkább a jámbor lelkekhez, mint a tanult elmékhez. minden érvét a Koránból vett idézettel támasztja alá. Szerinte egyetlen tudományra van szüksége az embernek és ez a tudomány a hitre kell vonatkoznia. A hitet szerinte nem kell bizonyítani, hanem tanítani kell. Később ezt a fajta dogmatizmust vette át a keresztény skolasztika Aquinó Szent Tamás tanain keresztül.

## Művei

### Teológia
- al-Munqidh min al-dalal (A hibától megmentő)
- al-1qtisad fi'I-i`tiqad (Középút a teológiában)
- al-Risala al-Qudsiyya (Levél Jeruzsálemből)
- Kitab al-arba?in fi usul al-din (Negyven fejezet a vallás elveiről)
- Mizan al-?amal (A tett mérlege)
- Az értékes gyöngy a másik oldalon / túlvilágon lévő tudásban)
- Ó, gyermek!

### Szúfizmus
- Ihya ulum al-din (A vallástudományok feléledése), Gazáli főműve
- Kimiya?-yi sa?adat (A boldogság elixírje)
- Mishkat al-anwar (A fények fülkéje)

### Filozófia
- Maqasid al falasifa (A filozófusok szándékai)
- Taháfut al-falászifa (A filozófusok összeomlása)

### Jog
- al-Mustasfa min ?ilm al-usul (Die Essentiellen Dinge (?) der Rechtswissenschaft)

### Logika
- Miyar al-ilm (A tudás alapja)
- al-Qistas al-mustaqim (Az igazságosság egyensúlya)
- Mihakk al-nazar f'l-mantiq (Logikában levő bizonyíték próbaköve)

## Magyarul
- Megszabadulás a hibáktól / A Vezetés kezdete; ford. Kiss Zsuzsanna; Salam Alapítvány, Bp., 2003 (Salam könyvek)
- A tévelygésből kivezető út. Vallásfilozófiai önarckép; ford., utószó, jegyz. Németh Pál; Palatinus, Bp., 2003 (Folyam)